# Grontardo
Grontardo là một đô thị ở tỉnh Cremona, vùng Lombardia của Italia, có vị trí cách khoảng 80 km về phía đông nam của Milan và khoảng 12 km về phía đông bắc của Cremona. Tại thời điểm ngày 31 tháng 12 năm 2004, đô thị này có dân số 1.322 người và diện tích là 12,2 km².
Grontardo giáp các đô thị: Corte de' Frati, Gabbioneta-Binanuova, Gadesco-Pieve Delmona, Persico Dosimo, Pescarolo ed Uniti, Scandolara Ripa d'Oglio, Vescovato.